# سیارک ۲۶۳
سیارک ۲۶۳ (به انگلیسی: 263 Dresda) دویست و شصت و سومین سیارک کشف شده‌است که در ۳ نوامبر ۱۸۸۶ و در وین کشف شد.
قدر مطلق سیارک برابر ۱۰٫۴۰ است.